# Winter, Wisconsin
Winter là một làng thuộc quận Sawyer, tiểu bang Wisconsin, Hoa Kỳ. Năm 2006, dân số của làng này là 344 người.